# リー・ウッド
リー・ウッド（Leigh Wood、1988年8月1日 - ）は、イギリスのプロボクサー。ノッティンガムシャーゲドリング出身。元WBA世界フェザー級王者。

## 来歴

### フェザー級
2019年3月2日、ピーターバラのイースト・オブ・イングランド・アリーナでアブラハム・オセイ・ボンスとコモンウェルスイギリス連邦フェザー級王座決定戦を行い、2回2分43秒KO勝ちを収め王座を獲得した。
2019年5月20日、ノッティンガムのモーターポイント・アリーナ・ノッティンガムでライアン・ドイルと対戦し、10回1分34秒KO勝ちを収め初防衛に成功した。
2019年10月4日、ヨーク・ホールでトーナメント戦ゴールデン・コントラクトとしてWBOヨーロッパフェザー級王者デビッド・ジョイスと対戦し、9回2分23秒TKO勝ちを収め王座を獲得し準決勝に進出した。
2020年2月21日、ヨーク・ホールでジェームス・ディケンズと対戦し、10回0-2（95-95、94-96、95-96）の判定負けを喫し初防衛に失敗、王座から陥落し準決勝敗退となった。
2021年2月13日、ウェンブリー・アリーナでリース・マウルドとBBBofC英国フェザー級王座決定戦を行い、9回1分3秒TKO勝ちを収め王座を獲得した。

### 王座戴冠
2021年7月31日、エセックスのブレントウッドのマッチルーム・スポーツ本社敷地内にあるファイトキャンプでWBA世界フェザー級レギュラー王者徐燦と対戦し、12回2分43秒TKO勝ちを収め判定まで残り17秒の劇的な形で王座を獲得した。
2021年8月17日、エディー・ハーンのマッチルーム・スポーツと契約した。
2022年3月12日、モーターポイント・アリーナ・ノッティンガムで元WBA世界フェザー級暫定王者で指名挑戦者のマイケル・コンランと対戦し、12回1分25秒TKO勝ちを収め初防衛に成功した。
2022年9月13日、マウリシオ・ララと9月24日に防衛戦を行う予定だったが、ウッドがスパーリング中に上腕二頭筋を損傷したため試合が延期になったことが発表された。その後、9月30日にWBAはウッドとスーパー王者レオ・サンタ・クルスに対戦するよう指令を出した。
2022年12月12日、スーパー王者レオ・サンタ・クルスとの指名試合の入札が行われる予定だった数時間前にサンタ・クルスがスーパー王座を返上したため、ウッドはレギュラー王者から正規王者に認定された。
2023年2月18日、ノッティンガムのモーターポイント・アリーナ・ノッティンガムでマウリシオ・ララと対戦し、7回にダウンするとコーナーからタオルが投げ入れられ、7回2分54秒TKO負けを喫し2度目の防衛に失敗、王座から陥落した。

### 王座返り咲き
2023年5月27日、マンチェスターのAO・アリーナに舞台を移してマウリシオ・ララと再戦し、12回3-0（118-109×2、116-111）の判定勝ちを収め王座に返り咲いた。なお、ララが前日計量で129.8ポンドを計測しフェザー級のリミットを3.8ポンド（1.7kg）体重超過となり、WBAが王座剥奪と裁定を下したため、ウッドが勝利すれば王座獲得、ララが勝利すれば空位という条件で試合が行われることになった。また、BBBofCはララがフェザー級のリミットの126ポンドまで減量するのは健康上のリスクがあると判断し、128.5ポンド以下に減量することを禁止とする裁定を下した。
2023年10月7日、シェフィールドのシェフィールド・アリーナで元IBF世界フェザー級王者のジョシュ・ワーリントンと対戦し、7回3分KO勝ちを収め、初防衛に成功した。
2023年10月17日、スーパーフェザー級に転向する為WBA世界フェザー級王座を返上した。

## 獲得タイトル
- BBBofC中部フェザー級王座
- コモンウェルスイギリス連邦フェザー級王座
- WBOヨーロッパフェザー級王座
- BBBofC英国フェザー級王座
- WBA世界フェザー級レギュラー王座（防衛1=正規王者に認定）
- WBA世界フェザー級王座（1期目:防衛0）
- WBA世界フェザー級王座（2期目:防衛1=返上）